# فریدریش هولدرلین
یوهان کریستین فریدریش هولدرلین (به آلمانی: Johann Christian Friedrich Hölderlin) (زاده ۲۰ مارس ۱۷۷۰ – درگذشته ۷ ژوئن ۱۸۴۳) شاعر آلمانی و از شخصیت‌های برجسته جنبش رمانتیسم بود. هولدرلین همچنین در تکوین ایدئالیسم آلمانی نقش داشت و بر اندیشه فیلسوفانی مثل هگل و شلینگ تأثیر گذاشت.
هولدرلین را شاعر فیلسوفان نام نهاده‌اند.

## اندیشه
گئورگ لوکاچ، معتقد است هولدرلین در سیطره درک و دریافت منتقدان فاشیست (منتسب به حزب ناسیونال سوسیالیست آلمان) نبوده و جایگاه واقعی او در کنار هگل و در طلیعه تفکر دیالکتیکی و در نسبت با انقلاب فرانسه و سیر تحول بورژوازی است.
هولدرلین نقش بسیار مؤثری در شکل‌دادن به روش دیالکتیکی داشت؛ او نه فقط دوست شلینگ و هگل بود بلکه همسفر فلسفی‌شان نیز بود.
در شعر هولدرلین، سرنوشت‌های فردی و اجتماعی در طلب هماهنگی تراژیکی می‌سوزند که به ندرت به دست می‌آید.

## پیشینه

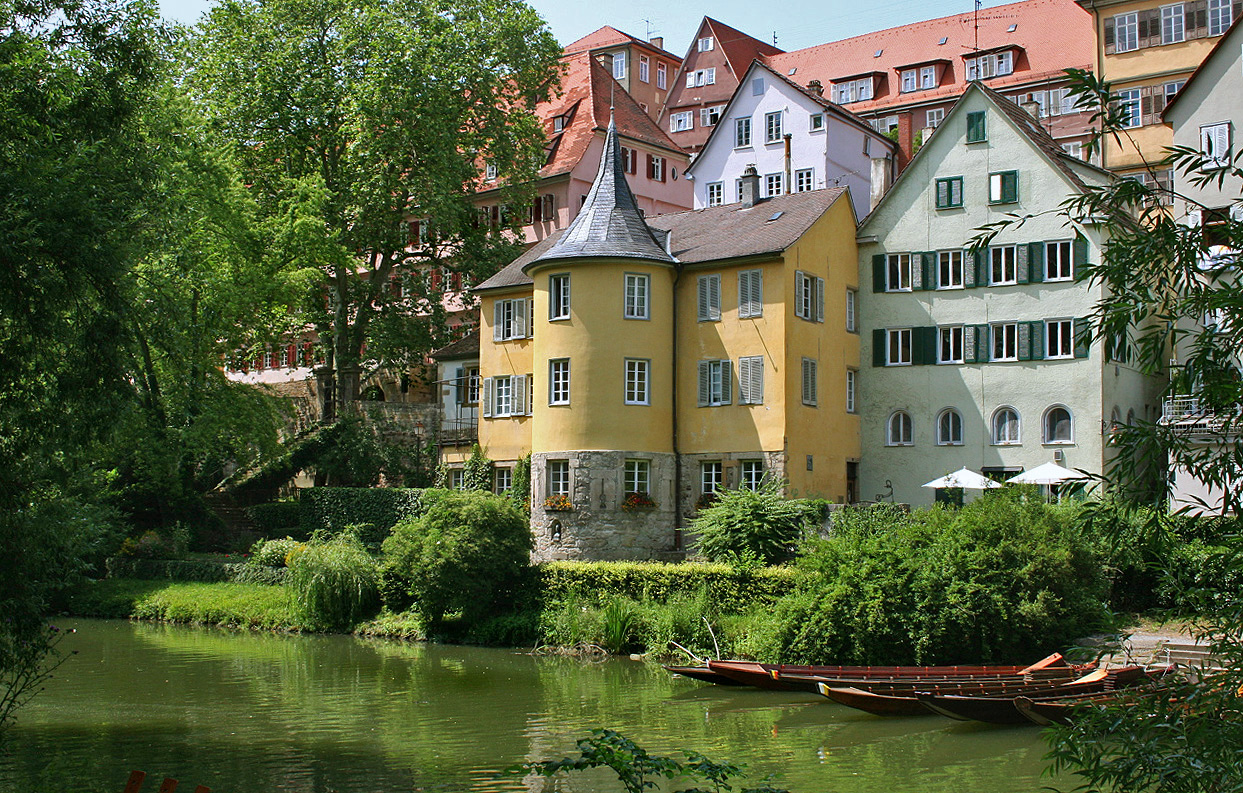
ساختمان زرد رنگ که به نام برج Hölderlinturm مشهور است، محل سکونت فریدریش هولدرلین در شهر توبینگن، به مدت زمان ۳۶ سال (نیمی از عمرش) بوده‌است.

فریدریش در نُه سالگی ناپدری مهربانش را از دست داد. مادر باورمندش می‌خواست حتماً او را یک کشیش بار آورد و از ۱۴ سالگی به اجبار به مرکزی دینی در شهر توبینگن رفت. در آنجا وی با هگل و شلینگ نشست‌های کتابخوانی می‌گذاشتند و آثار انتقادی شیلر و کانت را می‌خواندند.
۲۶ ساله بود که به عنوان معلم و مربی فرزندان سوزته گونتارد (Susette Gontard) که یک سال از خودش بزرگتر بود، استخدام و در دم عاشق او شد. هولدرلین پس از رمان «هیپریون» (Hyperion)، منظومه «دیوتیما» (Diotima) را به یاد و افتخار سوزته گونتارد نوشت که هر دو از آثار بی‌مانند و ماندگار ادبیات آلمانی به‌شمار می‌آیند.
بی‌گمان مرگ ناگهانی سوزته در افسردگی و پریشانی حال شاعر حساس کم‌تاثیر نبود. ۳۶ ساله بود که او را به آسایشگاه روانی بردند ولی پس از دو سال از آنجا رها شد. ارنست تسیمر (Ernst Zimmer) درودگری در شهر توبینگن و شیفته شعرهای هولدرلین، شرایطی در خانه خود فراهم آورد تا شاعر بتواند تا پایان عمرش در آنجا زندگی کند. امروزه آن خانه موزه هولدرلین است. فریدریش هولدرلین در ۷۳ سالگی در توبینگن درگذشت.
هولدرلین شعری دربارهٔ مرگ افسانه‌وار امپدوکلس نوشته‌است که همچنان یک بازی ناتمام شعری است.

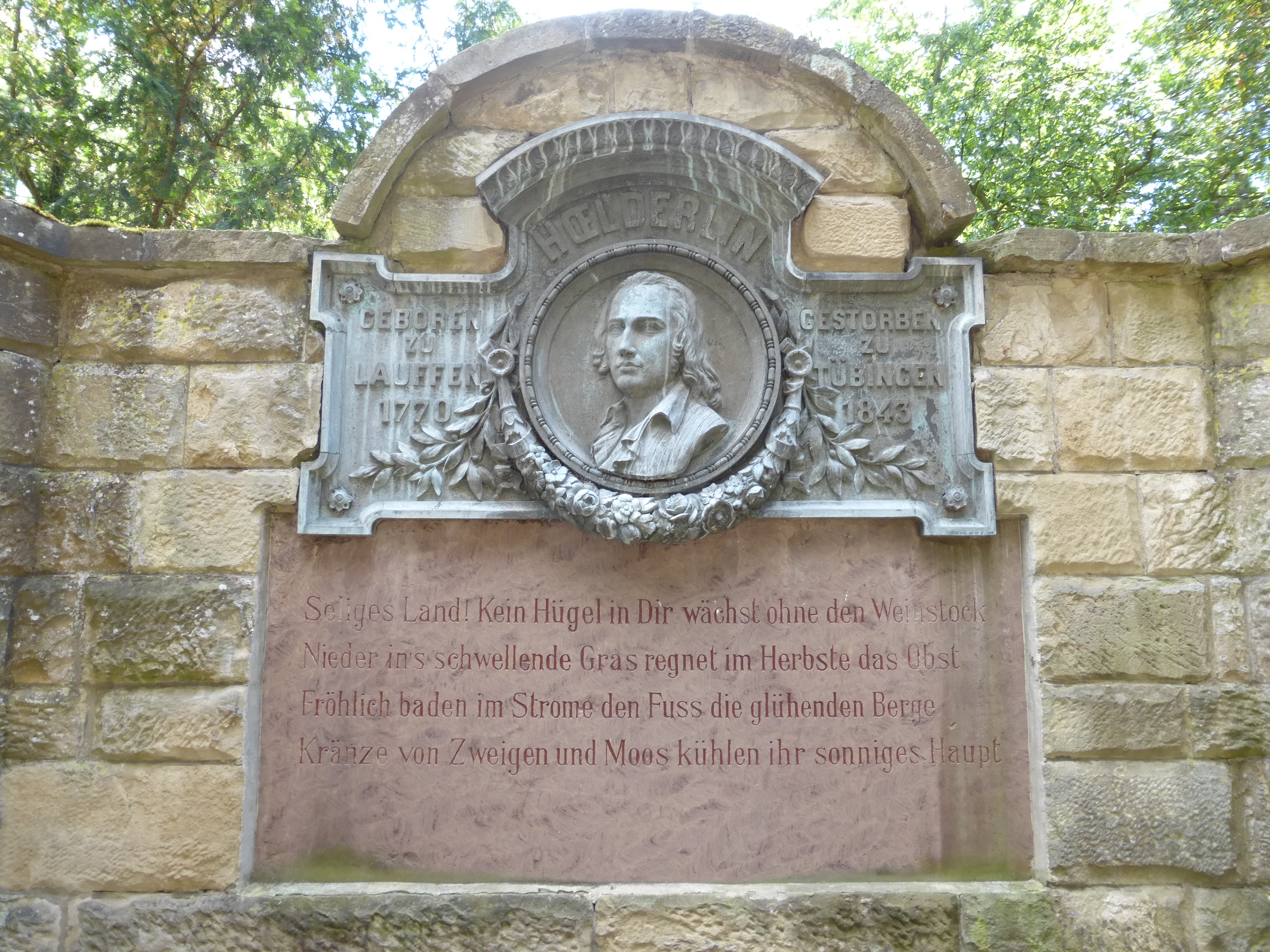
یادبود فردریش هولدرلین در لافن ام نکار

## آثار ترجمه‌شده به فارسی
- گوشه‌نشین در یونان هیپرپون، فریدریش هلدرلین، محمود حدادی (مترجم)، ناشر: نیلوفر، ۱۳۹۱
- شعر و شهود: تفسیر هفتاد اثر تغزلی آلمانی، محمود حدادی (گردآورنده)، ناشر: پژواک کیوان
- نیتِ خیر: ترجمهٔ بیژن الهی، ناشر: نشر بیدگل
- آنچه می‌ماند، محمود حدادی (مترجم)، ناشر: نیلوفر، ۱۳۹۳